# Soulcalibur III
Soulcalibur III (яп. ソウルキャリバーIII соуру кяриба: сури:) — компьютерная игра, продолжение популярного файтинга Soulcalibur II, является четвёртой в серии. Разработчик и издатель — Namco, релиз состоялся в 2005 году. Игра была выпущена только для Playstation 2, в отличие от предшественника, который также вышел на GameCube и Xbox, с одним уникальным персонажем для каждой версии.
Soulcalibur — название святого меча, созданного, чтобы бороться с Soul Edge, вокруг которого вертится основой сюжет.

## Режимы игры
Игра включает в себя новые режимы :
- Tales of Souls, рассказывающий сюжет благодаря карте мира, где в диалоговых окнах описывается происходящее, и по которой перемещается игрок от одной битве к другой, с возможностью иногда выбрать путь. Нечто похожее было в Soul Edge (европейское название Soul Blade) в режиме Edge Master Mode
- Chronicles of the Sword, режим, который напоминает Стратегию в Реальном времени, скрещенную с классическим файтингом.
- Character Creation, в котором игрок может создавать собственных персонажей, выбирать для него оружие и стиль боя.

## Персонажи
Появились пять новых персонажей: Tira, Zasalamel, Setsuka, Abyss и Olcadan. Практически все персонажи, которые фигурировали в серии Soul в прошлом, вернулись, за исключением Inferno, Necrid, Edge Master и гостевых персонажей второй части Heihachi, Link и Spawn. В Soulcalibur III персонаж Charade вернулся как неигровой персонаж, Lizardman как основной. Так же появились новые персонажи, включая персонажей в «Хрониках меча» (Chronicles of the Sword), оппонентов из сказки душ (Tales of Souls), а также оружие, доспехи и др.

## Отзывы прессы
| Сводный рейтинг | Сводный рейтинг |
| Агрегатор       | Оценка          |
| --------------- | --------------- |
| GameRankings    | 86,34 %         |

- Gamespot 8.2/10
- Gamespy 5/5
- IGN 8.5/10

## Награды
- E3 2005 Game Critics Awards: Best Fighting Game[2]
- E3 2005 GameSpot Awards: Best Fighting Game[3]
- IGN: Best Overall Fighting Game of 2005